# 裸吻單長尾鱈
裸吻單長尾鱈，為輻鰭魚綱鱈形目鼠尾鱈科的其中一種，分布於西印度洋南非納塔爾外海、西南太平洋紐西蘭海域，屬深海底棲性魚類，深度690-1590公尺，體長可達57.5公分，棲息在底層水域，生活習性不明。